# Йелгавски дворец
Йелгавският (Митавски) дворец (латвийски Jelgavas pils) се намира в Латвия, и е най-грандиозният и най-голям бароков дворец в Прибалтика. Построен е като парадна градска резиденция на херцозите на Курландия и Семигалия в тяхната столица Митава, днес Йелгава. Разположен е на входа към центъра на града, на равен остров между реките Лиелупе и Дрикса. Проектът е на известния руски архитект от италиански произход Бартоломео Растрели. Това е един от значителните архитектурни проекти от ранния му период. Дворецът е бил поръчан от Ернст Бирон, като резиденция на Курландските и Земгалски херцози.

## История
Митавският дворец се изгражда на два етапа. Първият етап на строителство обхваща годините от 1738 до 1740, а вторият — от 1763 до 1771.

### Собственост на Курландия
На мястото на днешния Йелгавски дворец през 1265 година е построен дървен дворец за нуждите на Ливонския орден. Наречен е Митовски дворец, откъдето идва и старото име Митава на днешния град Йелгава. През 1345 година дървеният дворец е изгорен и на негово място е издигнат нов, каменен, в който се настаняват курландските херцози от династията Кетлер.
Строителството на третия по ред дворец на това място започва през 1738 година по заповед на Ернст Бирон. Малко преди това умира последният херцог от фамилията Кетлер, без да остави потомци и Бирон полага началото на нова династия, ставайки херцог на Курландия. Той решава да подчертае тази смяната на управляващи с построяването на нов, пищен дворец. За да се разчисти място за строителство е взривен съществуващият Митове, който дотогава се ползва като правителствена резиденция. Дворецът е изграден на това място от 1265 година и е построен отново през 14 век. Това е причината в него да се правят археологически разкопки, при които се откриват монети, холандски тръби, глинени съдове за готвене и даже чугунени колони. Дори през 2003 година тук е открит зазидан в стената човешки череп.
Проектирането и строителството е поръчано на модния по онова време в Русия архитект от италиански произход Бартоломео Растрели. Стремежът на Бирон е да създаде красив бароков дворец, по подобие на тези в Петербург, построени именно от Растрели. Строителството върви бързо и за да се ускори още повече, за него са докарани готови елементи от Рундалския дворец, който по това време също е в процес на изграждане. Това са резбовани врати, готови пана, декоративен паркет, кахлените печки, изработени от австрийски майстори, подготвените от Бартоломео Трасия украси за таваните, чугунени украси, които днес могат да се видят по фасадите на Йелгавския дворец, и много други. През 1740 година там е докаран и готовият олтар, предвиден и изработен за църквата на Рундалския дворец.
През 1740 година, след смъртта на Анна Ивановна, на руския трон се възкачва Елисавета Петровна и започва да отстранява кликата чужденци, главно немци, които управляват дотогава. Бирон е сред първите арестувани, изселен е първо в Сибир, а след това — в Ярославъл. Бившият фаворит на Анна Ивановна прекарва в заточение общо 22 години. Строителството на двореца спира, когато дори все още не е поставен покривът.
Възобновяването на строителството става, след като през 1762 Бирон е помилван от новата императрица Екатерина II, германка по произход. На следващата година той пристига в резиденцията си в Йелгава и продължава строителството от там, където е прекъснато преди 22 години. Работата отново е възложена на Растрели, който обаче умира през 1771 година и на негово място е назначен датският архитект Северин Йенсен. Строителството е завършено, но Ернст Бирон успява да живее в него съвсем за кратко, тъй като около половин година, след това, умира.

### Собственост на Русия
Херцог Пьотър Бирон, син и наследник на Ернст Бирон, не се интересува от проблемите на Курландия. Той е по-скоро меценат и покровител на изкуствата. През 1795 година Пьотър продава за 2 милиона рубли всичките си владения и собствености в херцогството на руската императрица Екатерина II и се изселва от страната. През същата година Курландското херцогство престава да съществува, тъй като територията му е присъединена към Русия под името Курландска (Курземска) губерния. В двореца се разполага резиденцията на губернатора и някои административни служби. Дворецът продължава да функционира като губернаторска резиденция до 1915 година, малко след началото на Първата световна война.
През 1798 година тук се установява бъдещият френски крал Луи XVIII, заедно с цялата си свита. Втори път той прекарва инкогнито в двореца на Бирон цели 3 години – от 1804 до 1807. През 1779 тук пребивава италианският окултист, масон и пътешественик граф Алесандро Калиостро. В самия дворец и около него живеят френски емигранти, избягали от революцията във Франция, които получават за временно ползване земи край града и двореца. Тук живеят и едни от най-известните френски аристократи, между които и херцог Ангулем. В хода на войната през 1812 година в двореца е разположена болница на френската армия, по-точно за нейния пруски корпус.
Дворецът е опожаряван два пъти – по време на Първата и през Втората световна война. През 1919 година той е напълно изгорен от Западната доброволческа армия, под командването на генерал-майор Павел Бермондт-Авалов, който се бори против независимостта на новата Латвийска държава. Опожарен е, и практически почти напълно унищожен, отново в края на юли 1944 година. И в двата случая дворецът е възстановяван, но без съблюдаване на първоначалния интериор, от който нищо не се е съхранило. Възстановяването на двореца започва през 1956 година и завършва след 9 години – през 1965. От 1970 до днес протичат реставрационни и ремонтни работи.
В наши дни в двореца се помещава Латвийският селскостопански университет, който е преместен в него още по съветско време, от 1939 година. От 1968 година част от сградата е заета от експозиция, представяща епохата на Курландското херцогство.

## Архитектура
Митавският дворец е класически представител на барока, с характерните за него пищност и разкош, въпреки че датският архитект Северин Йенсен, който поема строителството след Растрели, се старае да придаде на сградата по-скоро класически стил. За изграждането му в началния етап са доведени най-добрите майстори от Петербург, Тула, Германия, Холандия и Австрия.
Общата площ на двореца е 2,2 ха, което го прави най-големият дворцов комплекс в Прибалтика. В началото дворецът на Бирон се състои от 3 крила, разположени във формата на буквата „П“. През 1937 година, за нуждите на Селскостопанския университет, на мястото на бившите конюшни е построен още един, западен корпус, който придава на ансамбъла правоъгълна форма и оформя просторен вътрешен двор. Строителството е извършено по проект на латвийския професор по архитектура Ейженс Лаубе.
Дворецът има 669 помещения, 674 прозореца, 615 врати, а по покрива му са положени 25 отводнителни тръби. По интериора му работят латвийският художник Ф.Х. Баризиен, берлинският скулптор Йохан Михаел Граф и италианският художник Д'Анджели.
В края на югоизточния ъгъл на двореца е изградена гробницата на курландските херцози, оборудвана през 1820 година. В нея се намират 30 метални и дървени ковчега, най-ранният от които е от 1569 година, а последният – от 1743. В 24 от тях са погребани представители на рода Кетлер, а в 6 – на фамилията Бирон. Само последният херцог — Пьотър Бирон, който се отказва от титлата си и емигрира, не е погребан тук. Сами по себе си те представляват културна и историческа ценност, тъй като са уникални произведения на декоративното изкуство от епохата на барока и маниеризма. Най-голямото съкровище на гробницата е саркофагът на курландсия херцог Готхард Кетлер.
В изложбената зала, намираща се непосредствено до гробницата са изложени исторически костюми и информационни материали за погребаните в нея личности.

## Парк
Паркът на Йелгавския дворец е един от най-хубавите в страната. Работата над него започва през 1817 година на мястото на укрепленията на бившия замък на Ливонския орден. През него са прокопани романтични канали, оформен е Дворцовият остров, построени са мостчета. В парка са запазени и няколко вековни дървета – конски кестен, дъб и сива топола. На Дворцовия остров живеят няколко диви коне.